# Ribeira de Pena
Ribeira de Pena is een plaats en gemeente in het Portugese district Vila Real.
De gemeente heeft een totale oppervlakte van 217 km² en telde 7412 inwoners in 2001.
De gelijknamige plaats heeft 2600 inwoners.

## Plaatsen in de gemeente
De volgende freguesias maken deel uit van de gemeente Ribeira de Pena:
- Alvadia
- Canedo
- Cerva
- Limões
- Salvador
- Santa Marinha
- Santo Aleixo de Além-Tâmega